# Dublin, Virginia
Dublin är en kommun (town) i Pulaski County i Virginia. Vid 2010 års folkräkning hade Dublin 2 534 invånare.